# الاشتباك الجوي السعودي الإيراني (يونيو 1984)
حصلَ الاشتباك الجوي السعودي الإيراني أو محاولة الاختراق الإيراني للمجال الجوي السعودي في 5 يونيو/حزيران من عام 1984م أثناء الحرب العراقية الإيرانية حيثُ قامت القوات الجوية الإيرانية باختراق خط فهد في محاولة لاختراق المجال الجوي السعودي عن طريق إرسال 4 طائرات من نوع إف-4 فانتوم الثانية، وقامت القوات الجوية السعودية بالتصدي للاختراق الإيراني بطائراتين من طراز إف 15 واستطاعت إسقاط طائرتين إيرانيتين.

## الخلفية التاريخية
منذ بداية الحرب العراقية الإيرانية قامت السعودية بمساعدة ودعم وإمداد العراق لوجستيًا خلال الحرب، وكردّ فعلٍ إيرانيّ على هذا الدعم قامت إيران في 7 أيّار/مايو من عام 1984 باستهدافِ ناقلة نفط سعودية في الخليج العربي، وكرد فعل سعودي على استهداف ناقلة النفط السعودية قامت الحكومة السعودية بإجراء دفاعي عن طريق إجراء منطقة اعتراض جوي خارج المياه الإقليمية السعودية في الخليج العربي سُميت خط فهد.

## اختراق خط فهد
في 5 يونيو/حزيران من عام 1984 وفي أثناء الحرب العراقية الإيرانية قامت القوات الجوية الإيرانية عن طريق 4 طائرات من نوع إف 4 باختراق المجال الجوي السعودي بقصد استهداف سفينتين في الخليج فقامت القوات الجوية السعودية بالتصدي للاختراق الإيراني عن طريق سرب من طائرات إف 15 واستطاعت إسقاط طائرتين إيرانيتين وإصابة ثالثة، فيما نجحت الطائرة الإيرانية الرابعة بقصف خزان للمياه في الطريق العام في مدينة الدمام الذي يُسمى حالياً بطريق الملك فهد.

## الأحداث
قال مسؤولون سعوديون وأمريكيون إن طيارين سعوديين مقاتلين أسقطا مقاتلتين إيرانيتين من طراز إف-4 اليوم، وقالوا إن الطيارَيْن السعوديين كانوا يُحلّقون في طائرتينِ من طراز إف 15 كما تلقيا مساعدةً من ناقلات جوية أمريكية وطائرات مراقبة. فيما شرحَ دبلوماسي ما حصل قائلًا إن القتال الجوي وقع في الأجواء السعودية على بعد 60 ميلًا شمال شرق الجبيل مؤكدًا على أنّ الطائرات السعودية قد هاجمتَ تلك الإيرانية وهي تستعد لمهاجمة سفينتين مُسقطةً إيّاهما بالصواريخ.
بعد فترة وجيزة؛ أرسلت إيران 11 طائرة أخرى من طراز إف-4 تم التقاطها على الرادار، وردًا على ذلك وضعت المملكة العربية السعودية 11 طائرة أخرى من طراز إف-15 على أهبة الاستعداد. قالَ مسؤولون أميركيون ودبلوماسيون إن ناقلة طائرات أمريكية كانت تزود الطائرتين السعوديتين بالوقودِ أثناء قيامهما بدوريّة قبل القتال الجوي بينما قدمت طائرة رادار أمريكية أخرى الإحداثيات التي مكّنت المقاتلتين السعوديتين من العثور على الطائرات الإيرانية.

## ردود الفعل
- السعودية: قال السفير السعودي الأمير بندر بن سلطان: «لقد تم انتهاك سيادتنا وقمنا برد فعل ... نعتقد أنه من المؤسف أن يتم جرنا إلى هذا الصراع. نحنُ مصممون على الدفاع عن بلدنا ومن غيرِ المقبول أن تتعرّض مصالحنا للهجوم.»
- الولايات المتحدة: أعلنت وزارة الدفاع الأمريكيّة عن إرسال ثلاث طائرات مراقبة إضافية إلى المملكة العربية السعودية؛ واحدة من هذه الطائرة كانت قد أُرسلت نهاية الأسبوع الماضي. وفي سياقٍ متصل؛ قال كبير المتحدثين باسم وزارة الدفاع مايكل بيرش في مؤتمر صحفي إن السفن الحربية الأمريكية ستطلق النار على الطائرات أو السفن التي تهدد مصالح الأمريكان وحلفائهم مُضيفًا: «سنفعل كل ما هو ممكن لحماية السفن الأمريكية.»
- الكويت: وصف المسؤولون الغربيون والعرب وبخاصّة مسؤولي دولة الكويت القتال الجوي بأنه اتساع للصراع.

## ما بعدَ الاشتباك
في يوم 7 يونيو/حزيران من عام 1984؛ أي بعد يومين فقط من الاشتباك الذي حصل، تمّ تفجير السفارة السعودية في بيروت عن طريق قنبلة.